# The Czars
The Czars var en amerikansk musikgrupp som bildades maj 1994 i Denver, Colorado av John Grant och Chris Pearson. Efter inspelningen av albumet Goodbye 2004, lämnade fem av sex medlemmar bandet. John Grant turnerade sedan ensam ett tag under namnet "The Czars" innan han påbörjade sin solokarriär.

## Medlemmar
Tidigare medlemmar
- John Grant – sång, piano (1994–2004)
- Chris Pearson – basgitarr (1994–2004)
- Jeff Linsenmaier – trummor, sång (1994–2004)
- Andy Monley – gitarr (1997–2004)
- Roger Green – gitarr, sång (1999–2004)
- Elin Palmer – violin (2000–2004)

## Diskografi
Studioalbum
- 1997 – The La Brea Tar Pits of Routine
- 2000 – Before...But Longer
- 2001 – The Ugly People vs. the Beautiful People
- 2004 – Goodbye

EP
- 2002 – Music From the Film I'd Rather Be... Gone.
- 2002 – X Would Rather Listen to Y Than Suffer Through a Whole C of Z's

Singlar
- 2000 – "Val"
- 2002 – "Side Effect"
- 2004 – "Paint the Moon"

Samlingsalbum
- 1996 – Moodswing (demo-samling)
- 2006 – Sorry I Made You Cry
- 2014 – Best of The Czars

Medverkar på
- 2000 – Sing a Song for You: Tribute to Tim Buckley